# Football Club Stumbras
O Football Club Stumbras é um clube de futebol da Lituânia, com sede em Kaunas. Disputa a A Lyga desde 2015, ficando em 7º lugar na temporada de estreia. Fundado em 2013, é um dos clubes lituanos mais jovens. Exerce seu mando de campo no estádio Darius and Girėnas Stadium, com capacidade para 9180 expectadores.

## História
O FC Stumbras foi fundado em 2013. 2015 estréia no Campeonato Lituano de Futebol.
No verão de 2019, o clube deixou de existir. Finalmente, eles foram eliminados da divisão de elite.

## Títulos
- Copa da Lituânia: 1

2017,

## Participação noCampeonato Lituano
| Temporada | Nível | Campeonato | Lugar | Ref   |
| --------- | ----- | ---------- | ----- | ----- |
| 2013      | 3.    | Antra lyga | 2.    | [ 2 ] |
| 2014      | 2.    | Pirma lyga | 1.    |       |
| 2015      | 1.    | A lyga     | 7.    |       |
| 2016      | 1.    | A lyga     | 5.    |       |
| 2017      | 1.    | A lyga     | 7.    |       |
| 2018      | 1.    | A lyga     | 4.    |       |
| 2019      | 1.    | A lyga     | 8.    |       |

## Uniformes
| Equipamento casa | Equipamento fora 2013–2016 | Equipamento fora 2017 | Equipamento fora 2018 |

## Jogadores de destaque
- Dominykas Galkevičius (2017–2018)